# 全能賽
全能赛（拉丁语：omnium，意为全部的）是自行车运动中，一项含有多个小项的比赛。从历史上看，全能赛首先出现在场地赛中，且有过多种形式。近年来，公路赛也采用该术语来描述混合了三种主要公路赛（计时赛、集体出发赛和绕圈赛）的多日赛。

## 历史
男子全能赛和女子全能赛分别于2007和2009年，以五项场地自行车赛的形式重新纳入世界锦标赛。2010年，国际自行车联盟对全能赛进行了修改，加入了淘汰赛，并且延长了比赛距离，以有利于耐力型自行车运动员。
从2012年开始，全能赛取代了夏季奥运会中的个人追逐赛和计分赛。这一变化遭到了自行车运动员丽贝卡·罗梅罗的批评，她因为此变化而无法卫冕奥运冠军。

## 現時賽制

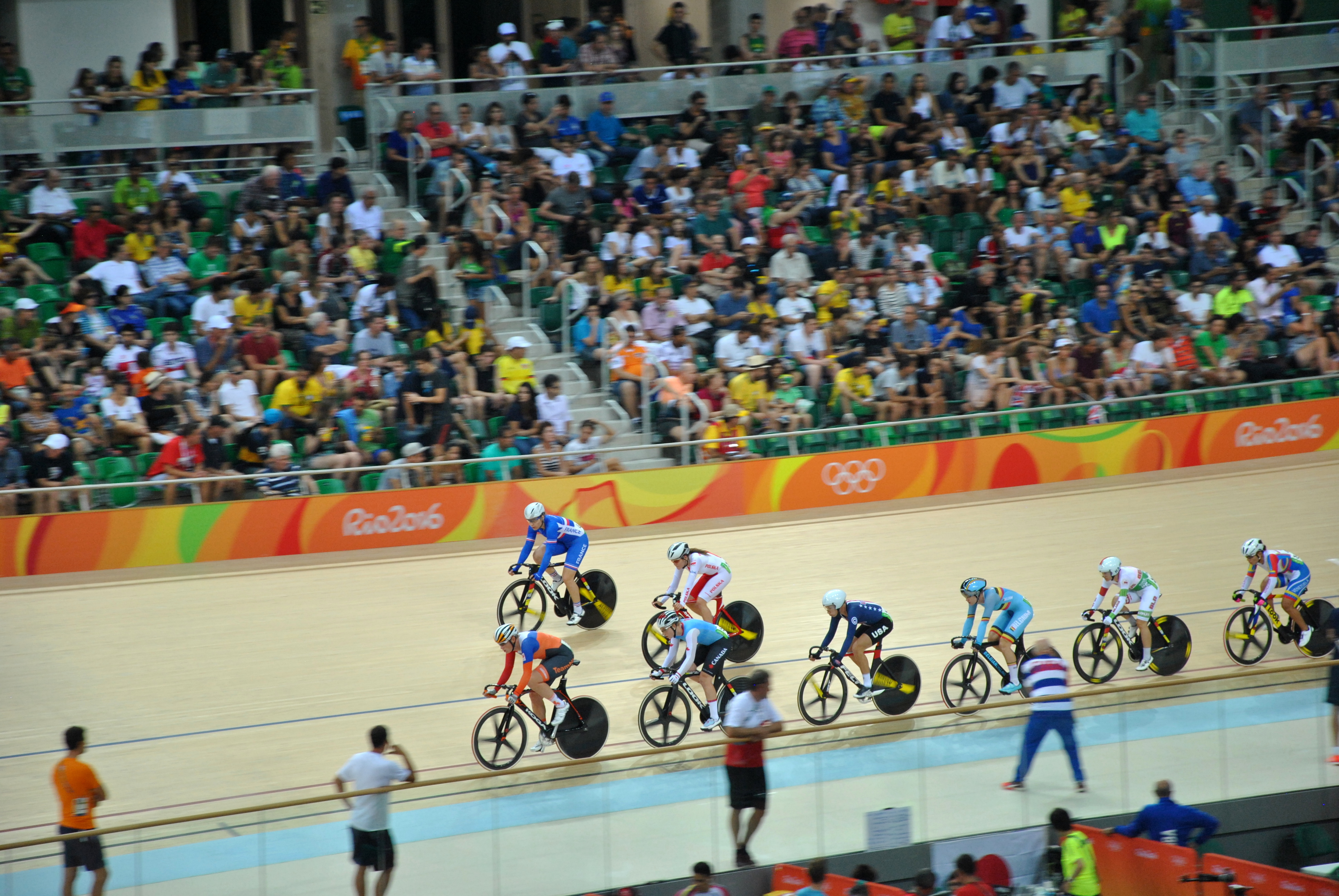
里约奥运会全能赛中的大组赛

从2014年6月到2016年底，国际自行车联盟（UCI）定义的全能赛，赛程为两天，包括以下6个小项：
1. 集体出发赛
2. 個人追逐賽
男子精英组比賽距離為4公里，男子青年组和女子精英组為3公里，女子青年组為2公里。
3. 淘汰赛
4. 個人計時賽
男子1公里、女子500米[4]
5. Flying lap[譯名請求]（計時賽）
6. 计分赛
男子精英组比賽距離為40公里，男子青年组和女子精英组為25公里，女子青年组為20公里。

前五个小项中，每项的第一名得40个积分，第二名得38分，第三名得36分，以此类推。第21名及以后的骑手每人得1分。在最后的计分赛中，根据骑手领先或落后的圈数，以及冲刺时抢到的点数，来增加或减少他们的总积分。
2016赛季后，比赛取消了所有的三个计时赛小项——短距离计时赛、flying lap和个人追逐赛，增加了节奏赛，赛程也缩短为一天。计分赛作为最后一项比赛的形式被保留，仅作小幅修改。
1. 集体出发赛
男子精英组比賽距離為10公里，男子青年组和女子精英组為7.5公里，女子青年组為5公里。
2. 节奏赛
男子精英组比賽距離為10公里，男子青年组和女子精英组為7.5公里，女子青年组為5公里。
3. 淘汰赛
在250米赛道上，每2圈冲刺1次，淘汰掉最慢的一名選手。
4. 计分赛
男子精英组比賽距離為25公里，男子青年组和女子精英组為20公里，女子青年组為15公里。

总积分最高的骑手获得全能赛的冠军。若最终积分相同，则以最后一个小项计分赛中最后冲刺的名次来决定胜负。
選手必须完成全能赛中的每一个小项，否则排名会垫底。

### 残疾人全能赛
2020年引入了残疾人场地自行车的全能赛，共设4个小项：
1. Flying 200米
2. 计时赛1公里或500米
3. 个人追逐赛
4. 大组赛

除flying 200米外，其它小项均可作为单独的比赛项目，只有全能赛的参赛者才有资格获得全能赛积分。
获得积分的方式，与常规全能赛的前五个小项类似。

## 公路全能赛
公路全能赛由计时赛、绕圈赛和大组赛组成——通常在周末或其它两三天的时间内举行。每个小项的前几名会获得积分，在比赛结束时积分累计计算，并根据总积分来选出比赛的总冠军。组织者通常会规定，车手必须完成每个小项，才有资格获得总奖金。